# Theognis von Megara
Theognis von Megara (altgriechisch Θέογνις ὁ Μεγαρεύς Theógnis ho Megareús, nach Datierung der Suda 2. Hälfte des 6. Jahrhunderts v. Chr.) ist ein griechischer Schriftsteller, unter dessen Namen eine Sammlung von Gedichten im elegischen Versmaß überliefert ist. Das „Corpus Theognideum“ umfasst in der ältesten Handschrift 1431 Verse, die in zwei Bücher unterteilt sind. In der Wissenschaft wird mehrheitlich davon ausgegangen, dass das Corpus in Wirklichkeit Werke verschiedener Dichter enthält.

## Leben
Die antike Chronographie datierte die Blütezeit des Theognis in die Mitte des 6. Jahrhunderts. Eine Datierung anhand der Gedichte ist wegen der unklaren Echtheit problematisch: V. 757–768 beziehen sich wahrscheinlich auf den Xerxeszug 480/479 v. Chr.; v. 894 dagegen spricht von der Dynastie der Kypseliden in Korinth und muss daher zwischen ca. 627 und 585 v. Chr. entstanden sein.
Theognis bezeichnet sich selbst als Bürger von Megara (v. 19–26), wobei allerdings schon in der Antike umstritten war, ob die Stadt auf dem Isthmus von Korinth gemeint war oder die Kolonie Megara Hyblaia in Sizilien. Während Platon letztere Meinung vertrat, nimmt die heutige Forschung mehrheitlich eine Herkunft des Theognis vom griechischen Festland an.
Inhaltlich thematisieren die teils wie Spruchdichtungen formulierten Verse
- Trinksprüche für Symposien
- adlige Lebensregeln für einen jungen, Kyrnos genannten Freund
- Klagen des Dichters über die sozialen Veränderungen – Entstehung eines Geldadels, Tyrannis – in der Poliswelt des 6./5. Jahrhunderts v. Chr. aus konservativ-adliger Sicht
- allgemeine Überlegungen zu Freundschaft, Glück und dem Wesen der Menschen.

In dem zweiten Buch, das lediglich durch eine Handschrift überliefert ist, sind vor allem Verse päderastischen Inhalts zusammengestellt.
Deutlich wird, dass den Lebens-, Entstehungs- und Rezeptionshintergrund der Dichtungen adlige (politische) Gemeinschaften (Hetärien) bildeten.
Wegen ihrer Sentenzenhaftigkeit wurden die Sprüche wohl früh kopiert, weitertradiert, für den Unterricht herangezogen und dadurch auch immer wieder verändert.

## Rezeption
Friedrich Nietzsche schrieb seine Valediktionsarbeit zum Abschied von Schulpforta am 7. September 1864 über Theognis: De Theognide Megarensi.

## Ausgaben
- Jean Carrière: Théognis. Poèmes élégiaques. Paris 1948.
- Antonio Garzya: Teognide, Elegie, Libri I–II, testo critico, introduzione e note, cun una scelta di testimonianze antiche e un lessico. Florenz 1958.
- Douglas CC Young: Theognis, Pseudo-Pythagoras, Pseudo-Phocylides, Chares, Anonymi Aulodia, Fragmentum teliambicum. 1961, 2. Auflage Leipzig 1971, Reprint Stuttgart 1998
- Bernhard A. van Groningen: Le premier livre, édité avec un commentaire. Amsterdam 1966.
- Martin L. West: Iambi et elegi Graeci ante Alexandrum cantati. Bd. I, Oxford 1971.
- Dirk U. Hansen: Theognis. Frühe griechische Elegien. Darmstadt 2005.